# Tugu (Rejotangan)
Tugu is een bestuurslaag in het regentschap Tulungagung van de provincie Oost-Java, Indonesië. Tugu telt 3101 inwoners (volkstelling 2010).